# Jeanne Collier
Jeanne Collier (Indianápolis, Estados Unidos, 15 de mayo de 1946) es una clavadista o saltadora de trampolín estadounidense especializada en trampolín de 3 metros, donde consiguió ser subcampeona olímpica en 1964.

## Carrera deportiva
En los Juegos Olímpicos de 1964 celebrados en Tokio (Japón) ganó la medalla de plata en los saltos desde el trampolín de 3 metros, con una puntuación de 138 puntos, tras la alemana Ingrid Krämer (oro con 145 puntos) y por delante de su compatriota Patsy Willard.